# بيتر براون (كاهن كاثوليكي)
بيتر براون (بالإنجليزية: Peter Brown)‏ هو كاهن كاثوليكي نيوزيلندي، ولد في 8 نوفمبر 1947 في غرايموث في نيوزيلندا.